# 菅原キク
菅原 キク（すがわら キク）は、日本の漫画家。女性。2005年、読切作品「マヨイ屋の店番 トキワ」が『マガジンGREAT』に掲載され、2007年、設定を一部変更した同作が『月刊少年マガジン』において連載される。本作は4年間の長期連載となった。2012年に『チャンピオンRED』（秋田書店）において、「世界を変える」ために活動する高校生たちの活躍を描いた『昭島スーサイド☆クラブ』を連載した。
馬場民雄のアシスタント経験がある。

## 作品リスト

### 漫画作品
- マヨイ屋の店番 トキワ（2005年 - 2006年、『マガジンGREAT』、講談社） - 連載作品の原型となる読み切り版（全2話）。単行本第6巻に併録。
- マヨイ屋の店番 トキワ（2007年 - 2011年、『月刊少年マガジン』、講談社） - 単行本全6巻。
- バーバレル2号で知れっ!!（2011年、『チャンピオンRED』、秋田書店） - 2011年3月号に掲載。読み切り作品。
- トモダチ作戦8月（2011年、『チャンピオンRED いちご』、秋田書店） - 2011年11月号（28号）に掲載。読み切り作品。
- 昭島スーサイド☆クラブ（2012年 - 2012年、『チャンピオンRED』、秋田書店） - 2012年4月号から2013年2月号まで連載。単行本全1巻（未完）。
- HOLY HOLY（2014年-2015年、『コミックアーススター』）- 2013年12月号から2014年11月号まで連載。単行本全2巻（未完）
- 旧約マザーグール（2014年-2015年、『コミックアーススター』、『月刊コミックリュウ』、徳間書店）- 『コミックアーススター』2013年12月号から2014年11月号まで連載されていた『HOLY HOLY』に描き下ろしのエピローグを加え新装版として2017年に出版[2]。
- マザーグール（2016年 - 2024年、『コミックリュウWEB』、徳間書店） - 2016年8月19日から連載。『HOLY HOLY』のスピンオフ作品。単行本全11巻。